# Hakeem Kae-Kazim

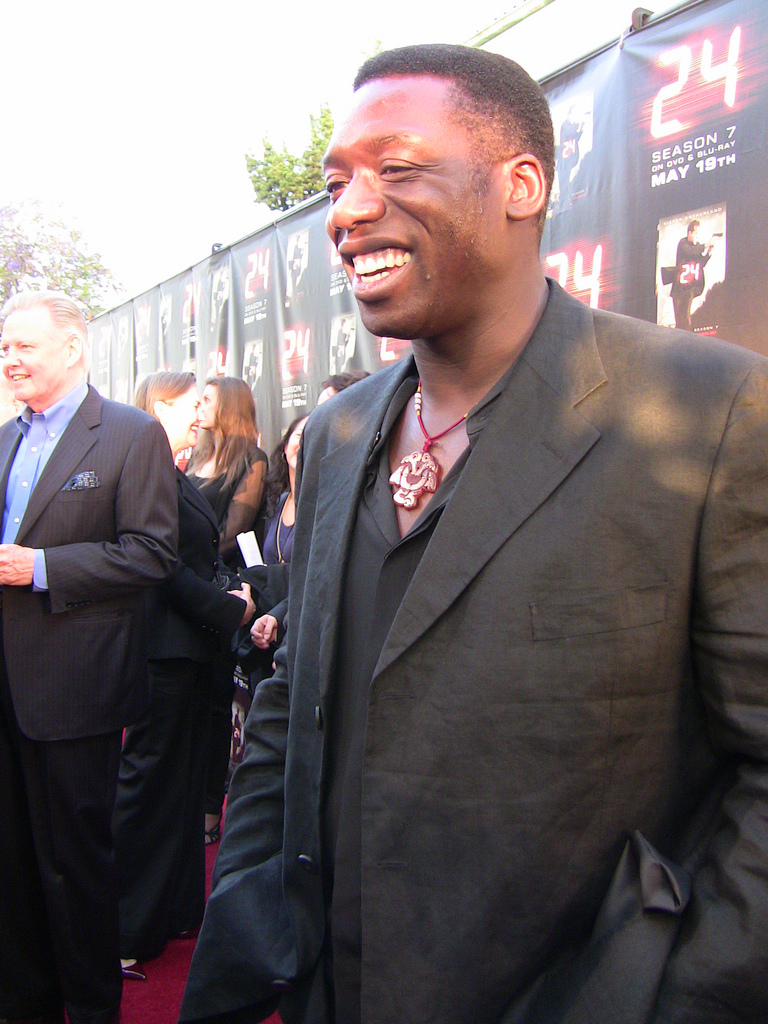
Hakeem Kae-Kazim (2009)

Hakeem Kae-Kazim (* 1. Oktober 1962 in Lagos) ist ein britisch-nigerianischer Schauspieler, der vor allem durch seine Rolle als Georges Rutaganda aus dem Film Hotel Ruanda Bekanntheit erlangte. Neben seiner Schauspieltätigkeit leiht er auch regelmäßig Videospielfiguren die Stimme.

## Frühe Jahre
Kae-Kazim wurde in der nigerianischen Großstadt Lagos geboren, wo er die ersten Jahre auch aufwuchs, bevor seine Eltern mit ihm in die britische Hauptstadt London zogen.  Schon während seiner Schulzeit stand er für Schulaufführungen auf der Bühne, aber auch am National Youth Theatre, was sein Interesse an einer Schauspielkarriere festigte. Nach dem Abschluss studierte er an der Bristol Old Vic Theatre School, welche er 1987 abschloss und später der Royal Shakespeare Company beitrat.

## Karriere
Nachdem er einige Zeit neben Schauspielgrößen wie Brian Cox und Ian McKellen auf der Theaterbühne stand, fand er bald den Weg in die Film- und Fernsehwelt und war daraufhin in einigen britischen Serien in Gastrollen zu sehen, etwa in The District Nurse, The Bill, Screen One, Abenteuer in der Karibik, Love Hurts, Der Preis des Verbrechens und Sindbads Abenteuer. 1994 spielte er eine Nebenrolle als Mr. Manyeke in der Serie Grange Hill.
Danach zog er eine Zeit lang nach Südafrika, wo er sich mit seinen dortigen Rolle in Film und Fernsehen einen Namen machte. 2004 war er in der Rolle des Politikers und Kriegsverbrechers Georges Rutaganda, den er im von den Kritikern gelobten Hotel Ruanda, an der Seite von Don Cheadle, Sophie Okonedo, Nick Nolte und Joaquin Phoenix verkörperte, zu sehen. Etwa um das Jahr 2006 zog Kae-Kazim in die Vereinigten Staaten und ließ sich mit seiner Frau und den beiden gemeinsamen Töchtern in Los Angeles nieder. 2007 spielte er eine kleine Rolle als Piratenfürst Captain Jocard in Pirates of the Caribbean – Am Ende der Welt, dem dritten Teil der Fluch-der-Karibik-Saga. Weitere Filmnebenrollen folgten in The Quest – Das Geheimnis der Königskammer, The Jinn, 24: Live Another Day, X-Men Origins: Wolverine, Die vierte Art, Darfur, Black Gold oder Last Flight to Abuja.
Nach seinem Umzug in die Staaten übernahm Kae-Kazim, neben seinen Filmauftritten, hauptsächlich Gastrolle in US-Serien. Dazu zählen etwa Lost, Cane, Law & Order: Special Victims Unit, Criminal Minds, Navy CIS: L.A., Covert Affairs, Strike Back, Gotham, Der Denver-Clan, Scorpion, Roots, MacGyver oder The Looming Tower. 2009 war er in der siebten Staffel der Serie 24 als Ikè Dukabu zu sehen. Eine größere Rolle spielte er von 2014 bis 2016 als Mr. Scott in der Starz-Serie Black Sails. 2018 war er als griechischer Gott Zeus in der Serie Troja – Untergang einer Stadt zu sehen.
Neben seiner Schauspieltätigkeit ist Kae-Kazim regelmäßiger Gast im Fernsehen und im Radio und hat Figuren aus zahlreichen Videospielen seine Stimme geliehen, dazu zählen Guild Wars: Nightfall, Halo 3: ODST, Halo: Reach, Call of Duty: Modern Warfare 3, Saints Row oder World of Warcraft: Battle for Azeroth.

## Nebentätigkeiten
Kae-Kazim ist globaler Botschafter von Africa 2.0, einer seit 2010 tätigen Organisation zum Aufbau einer Plattform für die Zukunftsentwicklung afrikanischer Staaten unter einer neuen Generation politischer Führer.

## Filmografie (Auswahl)
- 1987: The District Nurse (Fernsehserie, Episode 3x02)
- 1988: The Bill (Fernsehserie, Episode 4x45)
- 1991: Screen One (Fernsehserie, Episode 3x07)
- 1993: Abenteuer in der Karibik (Runaway Bay, Fernsehserie, Episode 2x04)
- 1994: Love Hurts (Fernsehserie, Episode 3x08)
- 1994: Grange Hill (Fernsehserie, 11 Episoden)
- 1996: Ellington (Fernsehserie, 2 Episoden)
- 1996: Testament: The Bible in Animation (Fernsehserie, Episode 1x05, Stimme)
- 1997: Der Preis des Verbrechens (Trial & Retribution, Fernsehserie, 2 Episoden)
- 1997: Sindbads Abenteuer (The Adventures of Sinbad, Fernsehserie, Episode 2x05)
- 1999: After the Rain
- 1999: The Secret Laughter of Women
- 2000: Die Wüstenrose (Fernsehfilm)
- 2002: Global Effect – Am Rande der Vernichtung (Global Effect)
- 2003: The Sunflower
- 2003: God Is African
- 2003: Canterbury Tales (Miniserie, Episode 1x06)
- 2004: Critical Assignment
- 2004: Hotel Ruanda (Hotel Rwanda)
- 2004: Human Cargo (Mini-Serie, 3 Episoden)
- 2005: Slipstream
- 2005: Out on a Limb
- 2005: Othello: A South African Tale
- 2005: Bermuda Dreieck – Tor zu einer anderen Zeit (The Triangle) Miniserie
- 2006: The Front Line
- 2006: The Quest – Das Geheimnis der Königskammer (The Librarian: Return to King Solomon's Mines, Fernsehfilm)
- 2006: Lost (Fernsehserie, Episode 3x05)
- 2007: Pirates of the Caribbean – Am Ende der Welt (Pirates of the Caribbean: At World's End)
- 2007: Cane (Fernsehserie, Episode 1x06)
- 2007: Big Fellas
- 2007: Law & Order: Special Victims Unit (Fernsehserie, Episode 9x10)
- 2007: Othello
- 2007: The Jinn
- 2008: Tony 5
- 2008: 24: Live Another Day
- 2009: 24 (Fernsehserie, 7 Episoden)
- 2009: X-Men Origins: Wolverine
- 2009: Die vierte Art (The Forth Kind)
- 2009: Darfur
- 2010: Inale
- 2010: Die Avengers – Die mächtigsten Helden der Welt (The Avengers: Earth’s Mightiest Heroes, Fernsehserie, Episode 1x05, Stimme)
- 2010: Human Target (Fernsehserie, Episode 2x03)
- 2011: Criminal Minds (Fernsehserie, Episode 6x12)
- 2011: CIS: Las Gidi
- 2011: Navy CIS: L.A. (NCIS: Los Angeles, Fernsehserie, 2 Episoden)
- 2011: Black Gold
- 2011: Man on Ground
- 2011: Inside Story
- 2012: Black November
- 2012: Last Flight to Abuja
- 2012: Covert Affairs (Fernsehserie, Episode 3x03)
- 2012: Strike Back (Fernsehserie, 2 Episoden)
- 2013: Half of a Yellow Sun
- 2014: Gotham (Fernsehserie, Episode 1x04)
- 2014: State of Affairs (Fernsehserie, Episode 1x03)
- 2014–2016: Black Sails (Fernsehserie, 23 Episoden)
- 2015: Dominion (Fernsehserie, 4 Episoden)
- 2016: Scorpion (Fernsehserie, Episode 2x14)
- 2016: Dias Santana
- 2016: Daylight’s End
- 2016: Roots (Fernsehserie, Episode 1x01)
- 2017: Bypass
- 2017: Dragons: Race to the Edge (Fernsehserie, 7 Episode, Stimme)
- 2017: 24 Hours to Live
- 2017–2018: MacGyver (Fernsehserie, 2 Episoden)
- 2017–2018: DreamWorks Dragons (Dragons: Race to the Edge, Fernsehserie, 16 Episoden, Stimme)
- 2017–2019: Der Denver-Clan (Dynasty, Fernsehserie, 9 Episoden)
- 2018: The Looming Tower (Mini-Serie, Episode 1x02)
- 2018: Troja – Untergang einer Stadt (Troy: Fall of a City, Fernsehserie, 7 Episoden)
- 2019: Love, Death & Robots (Fernsehserie, eine Episode, Stimme)
- 2019: Deep State (Fernsehserie, 4 Episoden)
- 2020: Silent Witness (Fernsehserie, 2 Episoden)
- 2020: Santana
- 2020: Mugabe
- 2020: The Watch (Fernsehserie, Episode 1x01)
- 2020: Black Beauty
- 2020: Chasing the Rain
- 2020–2021: The Watch (Fernsehserie, 2 Episoden)
- 2021: Godzilla vs. Kong
- 2021: Intergalactic (Fernsehserie, 4 Episoden)
- 2021: Marrying a Campbell
- 2022: Anikulapo